# Грульов В'ячеслав Дмитрович
В'ячеслав Дмитрович Грульов (рос. Вячесла́в Дми́триевич Грулёв, нар. 23 березня 1999, Кемерово, Росія) — російський футболіст, фланговий півзахисник клубу «Динамо» (Москва).

## Ігрова кар'єра

### Клубна
В'ячеслав Грульов почав займатися футболом у СДЮШОР у своєму рідному місті Кемерово. З 2013 року він є вихованцем футбольної академії московського клубу «Динамо».
6 березня 2017 року Грульов зіграв свій перший матч у складі молодіжної команди «Динамо». Сезон 2016/17 футболіст провів у «Динамо-2», виступаючи у Другій лізі. Але після завершення сезону через фінансові негаразди команди ліквідувалась і Грульов повернувся до молодіжної першості. У сезоні 2016/17 В'ячеслав Грульов брав участь у Юнацькій лізі УЄФА.
У 2020 році Грульов провів два матча у складі «Парі Нижній Новгород», куди відправився в оренду.

### Збірна
З 2015 року В'ячеслав Грульов захищав кольори юнацьких та молодіжної збірних Росії.

## Досягнення
Динамо (М)
 Бронзовий призер Чемпіонату Росії: 2021/22